# تجمع مسجد فاطمة
تجمع مسجد فاطمة، هو التجمع الثالث لتكتل النواب في دواوين الأثنين في يوم 18 ديسمبر 1989.

## الأحداث
في يوم 18 ديسمبر 1989 اكتظت شوارع ضاحية عبد الله السالم بالسيارات الآتية من جميع مناطق الكويت لأداء صلاة العشاء في ذلك اليوم الذي تقرر بأن يكون لقاء شعبيا من دون إلقاء خطب بهدف الاحتجاج صمتا على أحداث الأثنين الماضي، وقد بلغ عدد الحضور حوالي 3500 شخص وسط حضور نسائي ملحوظ عند مصلى النساء، وقاموا جميعا بأداء الصلاة وسط هدوء المنطقة المحيطة بالمسجد التي اكتظت بالناس الذين لم يسعهم مسجد فاطمة ذو البناء الدائري، وبعد الصلاة خرجت الجموع من المسجد والتف الناس في حلقات حول بعض النواب مدة قاربت الساعة، سرت خلالها أنباء بأن اللقاء القادم سيكون في ديوانية محمد المرشد في منطقة الخالدية بعد صلاة العشاء، وبعد ذلك تفرق الناس بهدوء.